# Rémy Ceillier
Rémy Ceillier, souvent orthographié Cellier et précédé du titre "Dom", né le 14 mai 1688 à Bar-le-Duc et mort le 26 mai 1761 à Flavigny-sur-Ozerain, est un historien de l'Église catholique, spécialiste de la patristique et bénédictin français.
Bénédictin de la congrégation de Saint-Vanne et Saint-Hydulphe en Lorraine, dont il prit l'habit dans un âge fort peu avancé, il devint prieur de l'abbaye de Flavigny en Bourgogne, il est notamment l'auteur d'une vaste Histoire générale des auteurs sacrés et ecclésiastiques qui rivalisa avec celle de Louis Ellies Dupin sur le même sujet et qui lui valut deux brefs du pape Benoît XIV, où étaient loués et l'auteur et l'ouvrage. Nous avons encore, de dom Ceillier, Apologie de la morale des Pères contre Barbeyrac, 1718, in-quarto.

## Biographie
Il fit ses premières études au Collège des Jésuites à Bar-le-Duc. Après avoir terminé le cours d'humanités et de rhétorique, il entra en 1705 à l' abbaye de Moyenmoutier dans les Vosges, qui appartenait à la congrégation des bénédictins de Saint-Vanne et Saint-Hydulphe. Plus tard il fut nommé professeur dans le même monastère et occupa ce poste pendant six ans. 
En 1716, il fut nommé doyen de Moyenmoutier, en 1718 prieur de l'abbaye de Saint-Jacques de Neufchâteau, en 1724 assistant de Dom Charles de Vassimont au prieuré de Flavigny-sur-Moselle, et à la mort de ce dernier en 1733, prieur de ce monastère. La sagesse de son administration fit prospérer ce monastère sur les plans matériel, spirituel et intellectuel. Sa première grande œuvre, commencée alors qu'il était professeur à Moyenmoutier, était une Apologie de la morale des Pères, contre les injustes accusations du sieur Jean Barbeyrac, professeur en droit et en histoire à Lausanne (Paris, 1718). Dans ce travail, un long mémoire de 40 pages est consacré à établir l'autorité des Pères de l'Église, après quoi l'auteur suit pas à pas les arguments de Barbeyrac, et défend un à un les Pères que ce dernier avait attaqués - Athénagoras, Clément d'Alexandrie, Augustin et d'autres. 
Le succès de ce travail conduisit Ceillier à en entreprendre un autre, d'une visée semblable mais visant un but plus large, et qui traiterait de tous les écrits sacrés et ecclésiastiques. C'est le titre qui permet de juger au mieux la nature de ce travail : Histoire générale des auteurs sacrés et ecclésiastiques qui contient leur vie, le catalogue, la critique, le jugement, la chronologie, l'analyse et le dénombrement des différentes éditions de leurs ouvrages ; ce qu'ils renferment de plus intéressant sur le dogme, sur la morale, et sur la discipline de l'Église ; l'histoire des conciles tant généraux que particuliers et les actes choisis des martyrs. Le premier volume parut en 1729, les autres à intervalles divers, le 23e et dernier fut publié après la mort de l'auteur. Le travail contient une présentation historique des auteurs sacrés et ecclésiastiques, des listes, des analyses et des appréciations critiques de leurs écrits, avec un choix de citations ; il n'était pas achevé au décès de l'auteur. Il se termine avec les écrits de Guillaume d'Auvergne, au milieu du xiiie siècle. Il a connu plusieurs éditions dont la dernière en date est celle de l'abbé Bauzon, en 17 volumes in-quarto avec deux volumes d'index (Paris, 1860-1869). La préparation d'un travail d'un caractère aussi exhaustif a été rendue possible grâce à l'aide que Ceillier recevait de ses confrères. La partie de l'œuvre qui a le plus de valeur est celle qui porte sur les Pères des six premiers siècles : l'auteur avait pu s'appuyer sur les écrits de Tillemont, et utiliser les éditions savantes des bénédictins sur les Pères. 
Les accusations de jansénisme portées contre Ceillier de son vivant et par la suite ne trouvent pas la moindre justification dans ses écrits, et le traitement accordé à l'auteur et ses œuvres par Benoît XIV montre que le pape n'avait aucun doute sur son orthodoxie.

## Publications
- Apologie de la morale des Pères de l'Église contre les injustes accusations du sieur Jean Barbeyrac, professeur en droit et en histoire, à Lausanne (1718)
- Histoire générale des auteurs sacrés et ecclésiastiques, qui contient leur vie, le catalogue, la critique, le jugement, l'analyse et le dénombrement des différentes éditions de leurs ouvrages, ce qu'ils renferment de plus intéressant sur le dogme, sur la morale et la discipline de l'Église, l'histoire des conciles, tant généraux que particuliers, et les actes choisis des martyrs (23 volumes, 1729-1763). Table générale des matières par Rondet (Laurent-Etienne) [et Drouet] ; Paris, Nicolas Crapart, 1782.